# Кронштадтская колония
Кронштадтская колония (Кронколония) — исторический район Петербурга, расположен в Петродворцовом районе. Включает в свой состав застроенную территорию от Госпитальной ул. до ул. Черникова включительно. Относится к муниципальному образованию «Город Ломоносов».

## История
Название появилось в XIX веке после создания поселения для иммигрирующих в Россию немцев, частично заняв местечко под названием Ключинка. Другие названия поселения: Кронштадтские Колонии, Кронштедтер Колони, Ключинский, Кловчинский , Дубки — Ораниенбаумский район. Данная местность исторически использовалась для связи с портом на острове Котлин до начала XX века.  и побережье характеризуется множеством причалов в виде выступающих искусственных пирсов (сохранившихся насыпей и разрушившихся мостков) длиной более 500м, выступающих в мелкий залив вплоть до глубин, доступных для причаливания грузовых барж.
Необходимость в этих причалах для перегрузки в Кронштадте грузов с морских судов на баржи и одновременно потребность в стройматериалах самого Кронштадта сошла на нет в начале 20 века. Береговая линия , относящаяся к этому участку заказника была обжита, активно использовалась в экономической жизни и рекреационных целях. 
Северная часть усадьбы "Ключинка" , не вошедшая в состав Кронштадтской Колонии при ее образовании, сохранила первоначальную планировку на территории военного склада между железнодорожной линией и побережьем. На пересечении центральной аллеи усадьбы с железнодорожной линией находится современный жд переезд .Поселение и военные объекты (Ключинская батарея и др.) исторически развивались вокруг колодца, находившего около современного жд переезда и перенесенного позднее, в 20м веке - на место, где сейчас находится въезд на АЗС Газпромнефть.  Колодец отмечен на картах с 1820х годов, но, вероятно, появился здесь ранее. Также отмечен на картах РККА, так как имел стратегическое значение.

Исторические объекты Кронштадтской колонии на картах
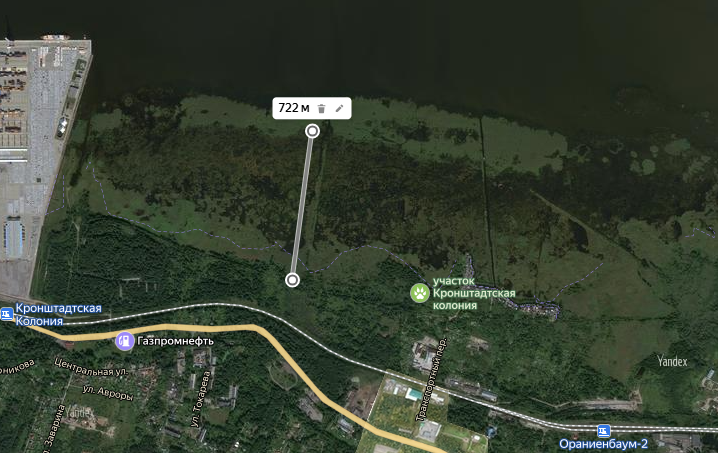
Остатки причала в Кронштадтской колонии на картах Яндекс
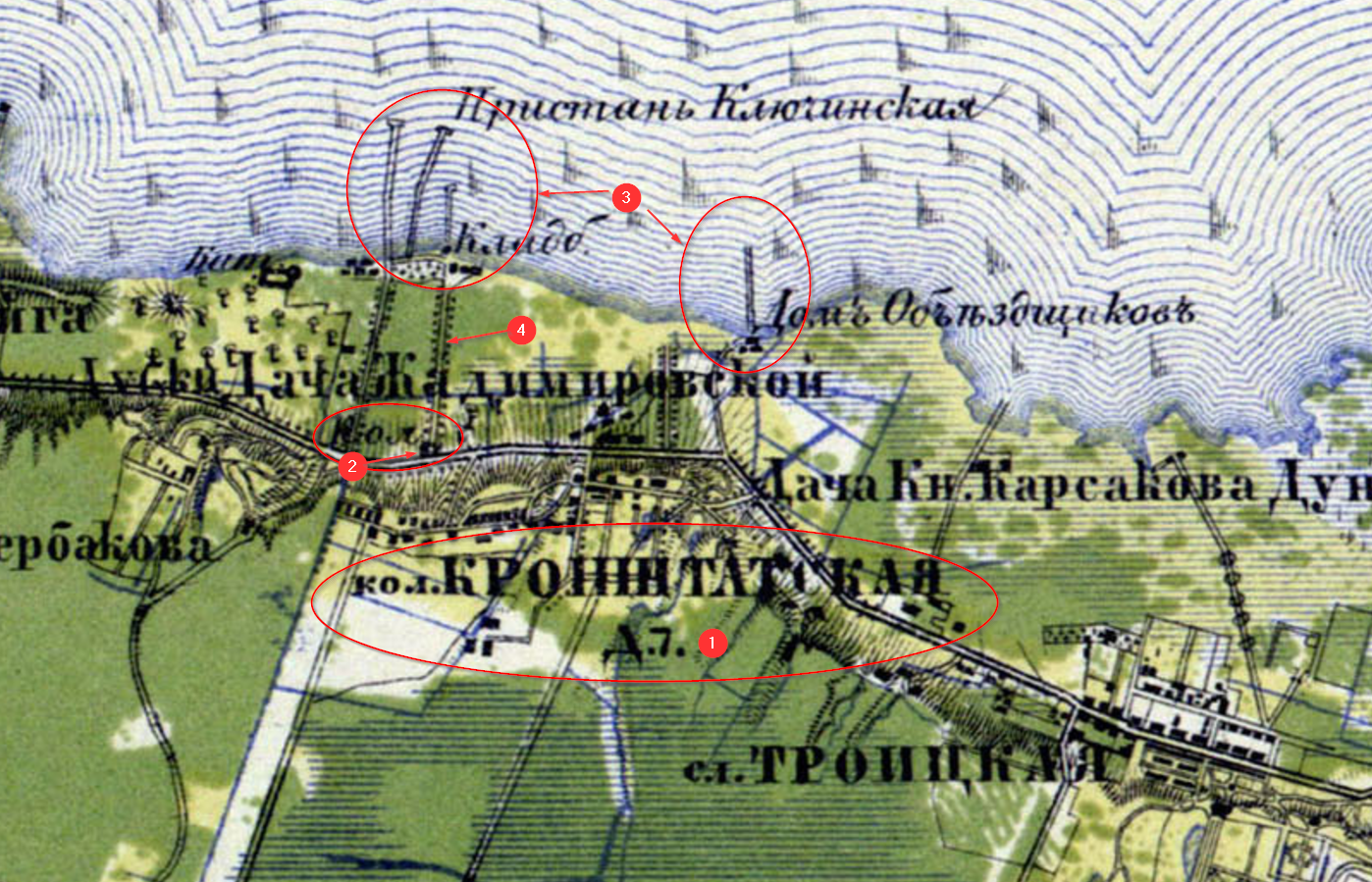
Кронштадтская колония на карте Окрестностей Санкт-Петербурга 1860 года выпуска
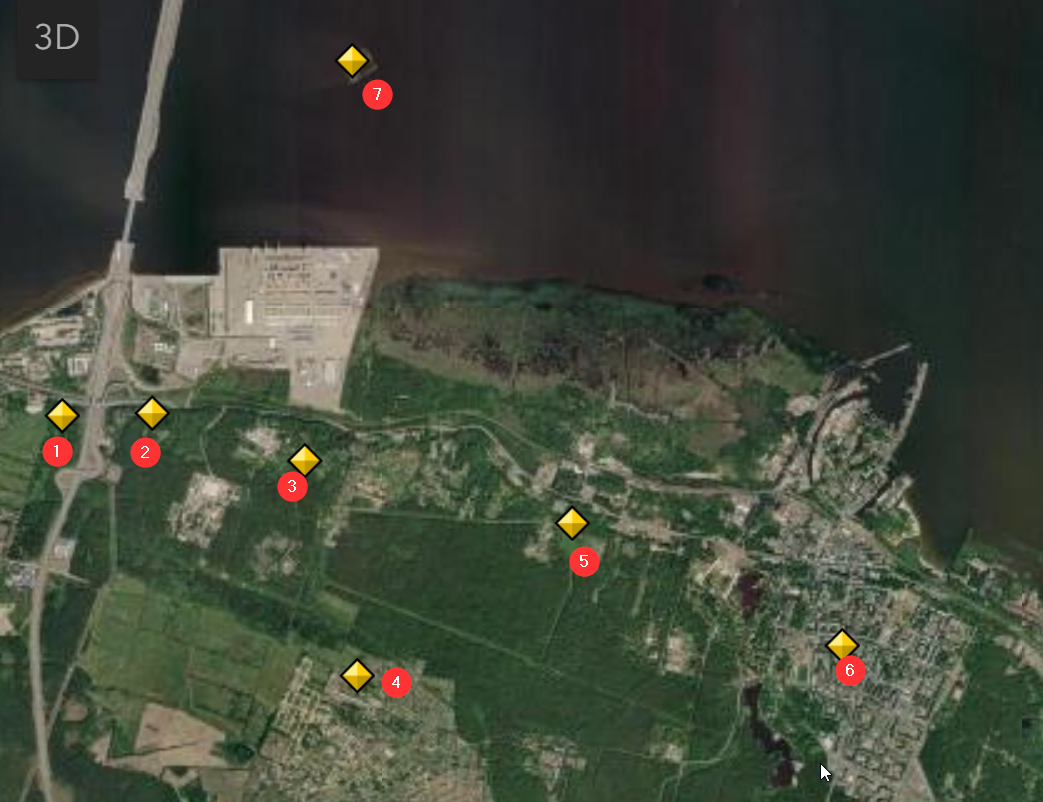
Объекты культурного наследия под охраной ЮНЕСКО (номер  в реестре 540-020 a-f)

На карте Окрестностей Санкт-Петербурга 1860 года выпуска указаны
1. Поселение Колония Кронштадтская, Д.(омовладений) 7
2. Кол.(одец)
3. Причалы
4. Центральная аллея усадьбы Ключинка

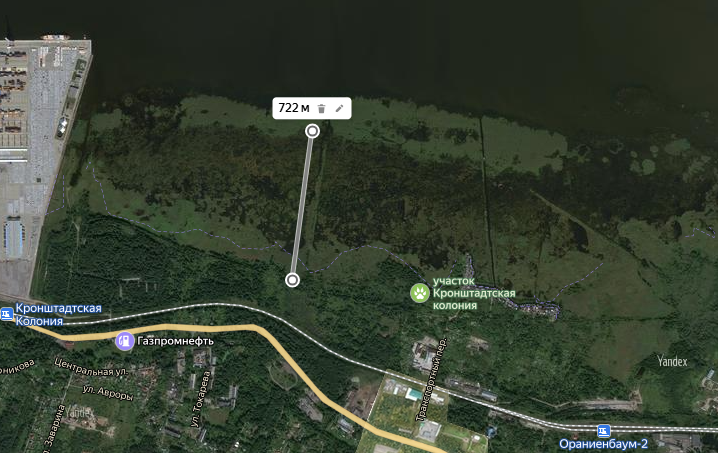
Остатки насыпей причалов на южном побережье Финского залива, Карты Яндекс. 2012 г

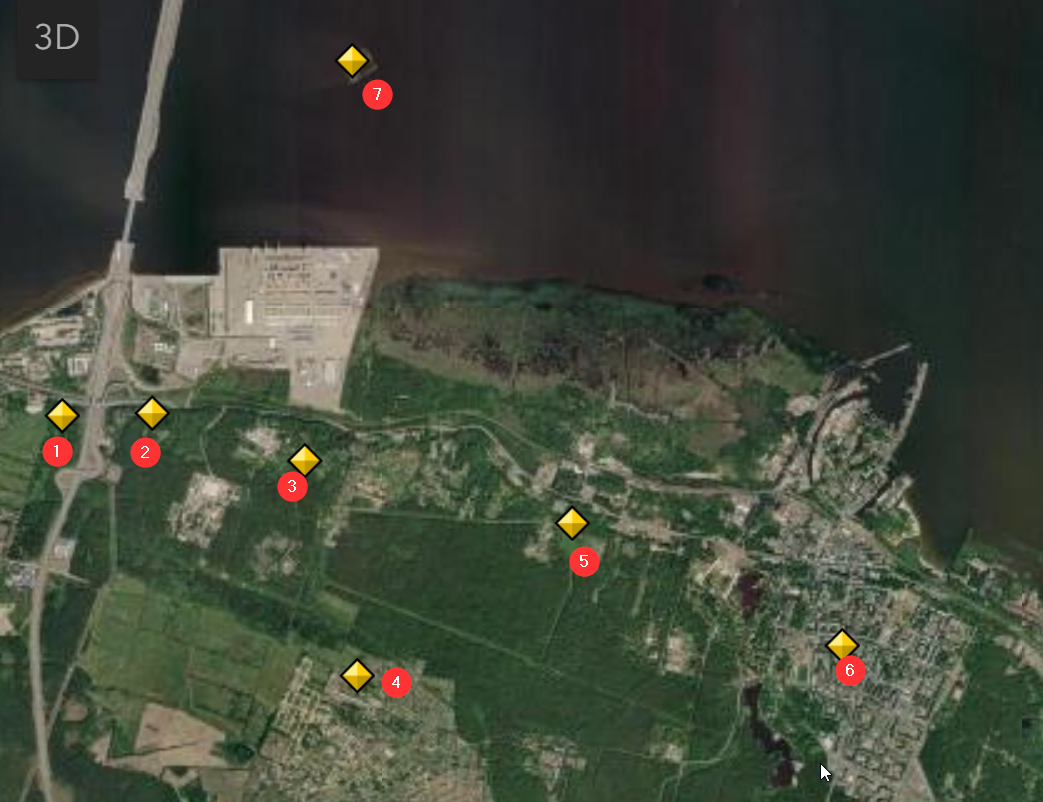
1.Госпитальная Дача 540-020g 2.Дача Грейга (Усадьба Санс-Эннуи) 540-020f 3. Усадьба Ратьковых-Рожновых ("Дубки") 540-020e 4. Усадьба Зубовых ("Отрада") 540-020d - неверное позиционирование 5.Дача Максимова 540-020c 6.Исторический центр г.Ломоносов 540-020a 7.Форт Южная батарея №2 540-020b 15

На картах до 1917 г в Кронштадтской Колонии указано до 7 домовладений и каменные усадьбы вдоль Краснофлотского шоссе: Усадьба Дубки , Усадьба Зубовых , Дача Грейга (Усадьба Санс-Эннуи) , Дача Максимова (Дом ребенка) - являющиеся объектами культурного наследия ЮНЕСКО (номер в реестре 540), утрачены в настоящее время. Деревянные дома конца XIX века (сохранилось несколько) построены из брёвен с характерными отверстиями, сделанными, по одному из мнений, во избежание их растрескивания при быстрой сушке.
Этнические немцы в 1942 году были выселены в Сибирь, территория поселения немецкими войсками захвачена не была, и не была разрушена артиллерией ни одной из сторон. В конце 1940-х годов несколько выселенных немцев вернулось.
В советское время население поселка использовало побережье для купания , садоводства и рыбной ловли и вплоть до выселения по планам развития г Ленинград- С-Петербург. Был развит местный промысел угря, особенностью которого являлось выкашивание в зарослях тростника проходов для заманивания рыбы на мелководье, где и устанавливали ловушки. На возвышении южнее поселка на трассе ДОСААФ проводились соревнования на мотоциклах с коляской и там же , рядом с деревней Венки, располагалась трасса для горных лыж с подъемником "Венковская гора"

## Современное состояние
Поселение развивалось до 1980-х годов, когда Верхняя Кронштадтская колония в 1975—1990-х годах попала в план расселения и многоэтажной жилой застройки для переселения жителей Ленинграда из центральных районов города. Был ликвидирован совхоз, начальная школа, магазины и прочее, вывезен плодородный слой грунта. Местное население частично переселено в Ломоносов и Большую Ижору. При проектировании новой застройки историческое расположение поселения не учитывалось, при прокладке коммуникаций были нарушены дренажные системы, булыжное мощение и система подпитки прудов.

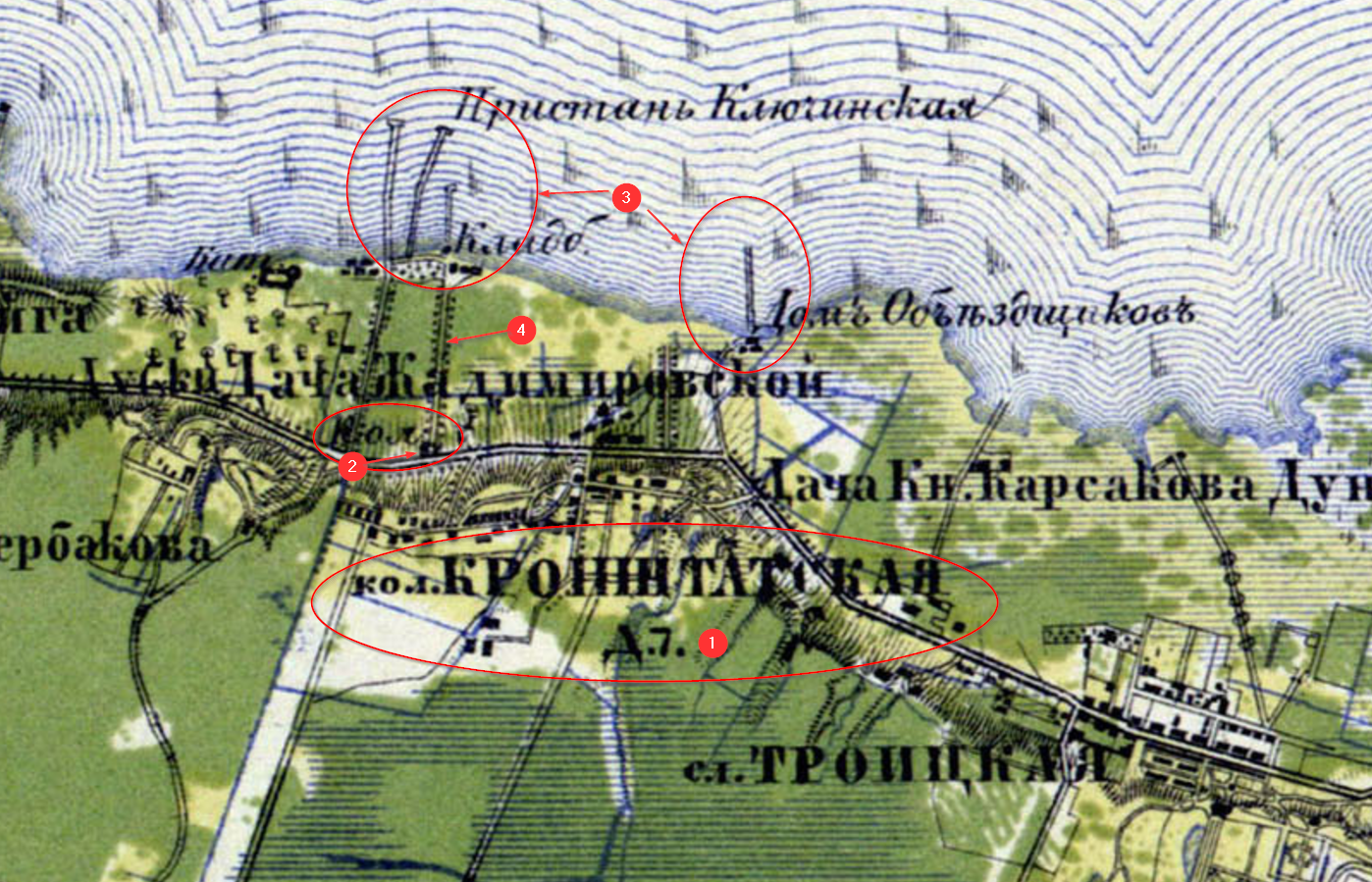
1. Колония Кронштадтская, 7 домовладений 2. Колодец 3. Причалы 4. Центральная аллея усадьбы Ключинка

К 2000 году все значимые исторические постройки были утрачены, в том числе церковь, усадьба Ратьковых-Рожновых (усадьба "Дубки") и другое. В непосредственной близости с южной стороны от платформы "Кронштадтская Колония" имеется живописный парк с системой прудов и местом, где был фонтан. Парк  «Дубовая роща» с северной стороны платформы был заболочен при строительстве железнодорожной платформы, в настоящее время уничтожен при застройке морского порта «Бронка».
При строительстве порта Бронка были выселены жители поселка Ольгин Канал , текущее депрессивное состояние территории является результатом изменением социальной среды района. При присоединении г.Ломоносов к г. Ленинград в 1970х ликвидированы предприятия: сельскохозяйственное училище, военный госпиталь, лимонадный завод, начальная школа, лесхоз, совхоз, рыболовный совхоз.
Территория вдоль залива включена в Заказник «Южное побережье Невской губы» , участок "Кронштадтская Колония"

## Достопримечательности
1. Памятник природы "Ледниковый валун "Бизон"
2. Памятник культуры парк "Усадьба Зубовых"
3. Памятник культуры парк "Усадьба Дубки"
4. Памятник культуры парк "Дача Грейга" ("Усадьба Санс-Эннуи")
5. Памятник культуры парк "Дом Максимова" (Дом Ребенка)
6. Памятник культуры "Жилой дом середины 19 века" (Ломоносов, ул. Центральная 24)
7. Памятник культуры "Каменный дом" (Краснофлотское ш. 39)
8. Заказник  «Южное побережье Невской губы» , участок "Кронштадтская Колония"